# EUCIP

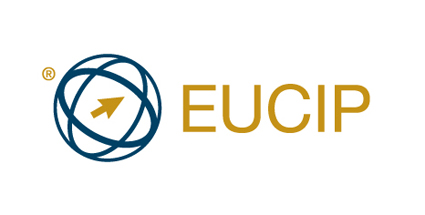
Il logo dell'EUCIP

EUCIP (European Certification of Informatics Professionals) è un sistema completo di servizi e certificazioni, di riferimento nel mondo delle professioni dell'informatica, dell'impresa e della formazione.
Elaborato da CEPIS (Council of European Professional Informatics Societies), si tratta di un sistema - indipendente dai fornitori di sistemi informatici, hardware e software - che si sta configurando come standard de facto. In Italia responsabile del progetto è AICA, l'Associazione Italiana per l'Informatica ed il Calcolo Automatico: per le certificazioni e per i servizi ci si può rivolgere a centri di competenza EUCIP riconosciuti da AICA.
Lo standard è basato su di un Syllabus (catalogo) costituito da 3.000 unità elementari di conoscenza riferite ad un ventaglio di 21+1 profili professionali che raggruppano tutte le principali figure professionali operanti nell'ICT.

## Descrizione

### Un sistema di certificazioni e un sistema di assessment
Nato come sistema di certificazioni per i professionisti informatici, il sistema EUCIP ha dimostrato di non esaurirsi con quello. Si tratta, infatti, di un potente strumento di valutazione delle competenze che può essere utilizzato sia a livello individuale che a livello aziendale.
A livello individuale lo strumento ECCO-EUCIP permette un'autovalutazione delle proprie competenze con individuazione automatica del "profilo di prossimità" e delle competenze mancanti/da acquisire rispetto ad esso o del proprio "profilo obiettivo".
A livello aziendale una valutazione validata può servire:
- per definire piani di formazione/aggiornamento,
- in fase di selezione del personale (reclutamento),
- in fase di qualificazione dei fornitori.

### I 21 + 1 profili EUCIP
Il cono dei 21 + 1 profili Archiviato il 4 dicembre 2010 in Internet Archive. mostra l'insieme delle figure professionali previste dal sistema EUCIP.
L'IT Administrator è un profilo separato dagli altri e corrisponde all'amministratore di sistemi informatici in piccole aziende oppure in uffici decentrati di grandi organizzazioni (es. banche, poste, scuole, carabinieri, ...) dove è richiesto ad una singola persona di disporre di un ampio spettro di competenze operative sull'infrastruttura IT.
Gli altri 21 profili sono caratterizzati da un'area comune di saperi (il cerchio centrale) e da competenze differenziate. Essi si possono raggruppare in 7 gruppi professionali:
- Professionisti e responsabili di business (IT Business Managers & Professionals)
  - Responsabile di sistemi informativi (Information systems manager)
  - Revisore di sistemi informativi (Information systems auditor)
  - Responsabile commerciale (Client manager)
- Consulenti di soluzione (Solution Consultants)
  - Consulente per la vendita e l'applicazione di tecnologie informatiche (Sales & application consultant)
  - Consulente di soluzioni aziendali (Enterprise solutions consultant)
  - Consulente di logistica e automazione (Logistics & automation consultant)
- Promotori dell'innovazione e dell'e-business (e-Business & Innovation Agents)
  - Analista di business (Business analyst)
  - Capoprogetto di sistemi informativi (Information systems project manager)
  - Analista di sistemi informativi (Information systems analyst)
- Progettisti software (Software Designers)
  - Analista programmatore (Software developer)
  - Tecnico di collaudo e di manutenzione dei sistemi (Systems integration & testing engineer)
  - Esperto di applicazioni web e multimediali (Web & multimedia master)
- Consulenti tecnici (Technical Advisers)
  - Progettista di sistemi informatici (IT systems architect)
  - Progettista delle telecomunicazioni (Telecommunication architect)
  - Consulente per la sicurezza (Security adviser)
- Responsabili operativi (Operational Managers)
  - Responsabile di basi di dati (Data base manager)
  - Responsabile di rete (Network manager)
  - Responsabile della configurazione e del centro dati (Data centre & configuration manager)
- Specialisti di servizi di supporto (Service Support Specialists)
  - Sistemista multipiattaforma (X-Systems engineer)
  - Supervisore di un centro di assistenza (Help desk supervisor)
  - Formatore IT (IT trainer)

### Aree e macrocategorie del Syllabus
Le 3.000 unità elementari di conoscenza sono raggruppate in 152 categorie, a loro volta organizzate in 18 macrocategorie ed in 3 aree:
- Pianificazione (Plan)
  - A.1	Le organizzazioni e il loro impiego dell'IT (Organisations and their Use of IT)
  - A.2	Gestione delle tecnologie informatiche (Management of IT)
  - A.3	Misurazione del valore dell'IT (Measuring the Value of IT)
  - A.4	L'economia globale della rete (The Global Networked Economy)
  - A.5	Gestione di progetto (Project Management)
  - A.6	Collaborazione e comunicazione (Presentation and Communication Techniques)
  - A.7	Aspetti legali ed etica professionale (Legal and Ethical Issues)
- Realizzazione (Build)
  - B.1	Processo e metodi per lo sviluppo dei sistemi (Systems Development Process and Methods)
  - B.2	Gestione dei dati e basi di dati (Data Management and Databases)
  - B.3	Programmazione (Programming)
  - B.4	Interfaccia utente e programmazione web (User Interface and Web Design)
- Esercizio (Operate)	
  - C.1	Componenti e architetture di elaborazione (Computing Components and Architecture)
  - C.2	Sistemi operativi (Operating Systems)
  - C.3	Comunicazione e reti (Communications and Networks)
  - C.4	Servizi di rete (Network Services)
  - C.5	Sistemi di elaborazione mobili e senza fili (Wireless and Mobile Computing)
  - C.6	Gestione di reti (Network Management)
  - C.7	Erogazione di servizi di supporto (Service Delivery and Support)

## Le certificazioni
EUCIP è un sistema articolato di certificazioni.
Anche le procedure di certificazione sono diversificate. La procedura per la certificazione IT Administrator è diversa da quella degli altri 21 profili che richiedono, come primo passo, la certificazione Eucip base (EUCIP Core).

### IT Administrator
Chi intenda certificarsi deve sostenere una serie di esami presso un Centro di Competenza EUCIP.
Gli esami sono 5 e sono costituiti da una prova teorica (test automatizzato, disponibile in italiano o in inglese) e da una prova pratica (configurazione e attività "dal vivo" sui sistemi):
- Hardware (solo esame teorico).
- Sistemi operativi (a scelta in ambiente Windows o Linux).
- Servizi di rete (a scelta in ambiente Windows o Linux).
- Uso esperto delle reti (in ambiente eterogeneo).
- Sicurezza (in ambiente eterogeneo).

La certificazione completa IT Administrator richiede il superamento dei 5 esami, ma ognuno di essi dà luogo, comunque, ad una specifica certificazione.

### EUCIP Core
A differenza dell'IT Administrator, gli altri 21 profili professionali richiedono, come prerequisito, la certificazione EUCIP-Core, raggiungibile attraverso 3 esami costituiti da test automatizzati - al momento solo in inglese - e relativi alle tre aree:
- Pianificazione (Plan).
- Realizzazione (Build).
- Esercizio (Operate).

Come per l'IT Administrator, numerosi sono i centri di Competenza EUCIP a cui ci si può rivolgere per sostenere gli esami.

### Livello professionale
L'esame di accertamento delle competenze per una delle 21 certificazioni professionali si basa su due passaggi:
- La presentazione, da parte del candidato del proprio portfolio:
  - il percorso formativo scolastico,
  - la certificazione EUCIP Core,
  - certificazioni conseguite nel settore ICT, sia indipendenti che vendor (per esempio: ITIL, Cisco, Microsoft, Oracle, …)[1],
  - le esperienze professionali (il numero di mesi richiesto varia a seconda del profilo professionale, da un minimo di 12 a 60 mesi).
- Un esame orale in cui gli esaminatori - in linea di massima un responsabile AICA-EUCIP, un rappresentante del mondo universitario ed un rappresentante del mondo aziendale - rilevano le capacità di comunicazione del candidato, verificano i contenuti del suo portfolio e, se necessario, approfondiscono con il colloquio l'accertamento delle competenze.

#### Certificazione associate
è prevista una qualifica associate per i candidati che non siano in possesso dei requisiti di durata dell'esperienza lavorativa necessari per il conseguimento della certificazione del profilo professionale pieno. È comunque richiesta un'esperienza minima pari ad almeno 300 ore (due mesi a tempo pieno) di esperienza professionale, anche stage, pertinente al profilo di certificazione.

## EUCIP in Italia
Il sistema di competenze e di certificazioni EUCIP sta affermandosi in Italia come standard:
- il CNEL (Consiglio nazionale dell'economia e del lavoro) ha individuato EUCIP come standard di mercato per quanto riguarda le professioni ICT;
- Confindustria servizi innovativi e tecnologici, nelle proposte inviate al Governo per il DPEF 2009-2013, ha suggerito l'adozione di EUCIP come riferimento standard per le politiche di formazione e sviluppo delle competenze ICT raccordato al mondo delle imprese;
- il CNIPA (Centro nazionale per l'informatica nella pubblica amministrazione) ha indicato come riferimento i profili EUCIP nel manuale “Organizzazione della funzione ICT e dizionario dei profili professionali”, pubblicato nel contesto delle “Linee guida” per i contratti ICT della Pubblica Amministrazione;
- la Fondazione CRUI (Conferenza dei rettori delle università italiane) e il CINI (Consorzio interuniversitario nazionale per l'informatica) hanno avviato un progetto di diffusione di EUCIP negli Atenei italiani.
- alcune borse lavoro regionali BCNL, per quanto riguarda le ICT, fanno riferimento al sistema EUCIP per la definizione dei profili professionali informatici.

### EUCIP nelle linee guida del CNIPA
Il CNIPA (Centro nazionale per l'informatica nella pubblica amministrazione) nel definire le “Linee guida” per i contratti ICT della Pubblica Amministrazione ha assunto come riferimento il modello EUCIP.
Le Linee guida comprendono:
- Il manuale operativo 10 "Dizionario dei profili di competenza per le professioni ICT" che fornisce alle Amministrazioni indicazioni su come acquisire prestazioni professionali secondo il modello proposto dalle Linee guida; le descrizioni dei profili di competenza sono quelle EUCIP nella traduzione italiana prodotta da AICA.
- Il manuale operativo 4 "Dizionario delle forniture ICT elementari" che articola in 38 "lemmi" le possibili forniture ICT delle Amministrazioni e per ciascuna dettaglia i profili EUCIP coinvolti.

## Progetti centrati su EUCIP

### SLOOP2desc
Il progetto Sloop2desc (Lifelong Learning Programme 2009, promotore l'I.T.D.-C.N.R. di Palermo) ha inteso trasferire l'innovazione rappresentata dal progetto SLOOP (Programma Leonardo da Vinci 2005, promotore ITSOS "Marie Curie") al terreno delle competenze informatiche. Il modello di formazione in rete e di produzione e condivisione di "open learning object" definito nel progetto SLOOP è stato trasferito agli insegnanti degli indirizzi informatici coniugandolo con il sistema di competenze EUCIP.

### ITACA
Il progetto Itaca (Lifelong Learning Programme 2012, promotore l'IS Giordani di Napoli e coordinatore AICA [Associazione Italiana Calcolo Automatico], intende trasferire il sistema di competenze e di certificazioni EUCIP IT Administrator dall'ambito aziendale al mondo della scuola e, dal punto di vista geografico, dall'Italia e dalla Spagna all'Ungheria.